# Giải bóng đá vô địch quốc gia Quần đảo Solomon 2004
 Giải bóng đá vô địch quốc gia Quần đảo Solomon 2004 hay Solomon Islands National Club Championship 2004 là mùa giải thứ hai của Giải bóng đá vô địch quốc gia Quần đảo Solomon ở Quần đảo Solomon. Central Realas FC giành chức vô địch lần đầu tiên. Tất cả các trận đấu đều diễn ra ở sân vận động trên sườn đồi Lawson Tama Stadium, với sức chứa khoảng 20.000 chỗ ngồi.

## Đội bóng
- AH BYC
- Buala FC
- Central Realas FC
- Choiseul Bay
- Goosa
- Kuara FC
- Kutuma
- Makuru FC
- Tulagi Tatala